# 蘇伊羅科查山 (胡寧-利馬)
11°56′20″S 76°03′07″W / 11.93889°S 76.05194°W
蘇伊羅科查山（Suyruqucha），是秘魯的山峰，位於該國中部胡寧大區和利馬大區，由坎柴略區、蘇伊圖坎查區和聖洛倫索德金蒂區負責管轄，屬於帕里亞卡卡山脈的一部分，海拔高度5,500米。